# Zé Roberto
José Roberto da Silva Júnior, mer känd som Zé Roberto, född 6 juli 1974 i Ipiranga, är en brasiliansk fotbollsspelare som spelar som mittfältare för Palmeiras. Zé Roberto har tidigare spelat för flera storklubbar, bland annat Real Madrid, Santos FC och Bayern München. Han spelade i det brasilianska landslaget mellan 1995 och 2006 och gjorde då 84 framträdanden och 6 mål. Med landslaget har han bland annat spelat i två VM-turneringar: 1998 och 2006.

## Meriter

### I klubblag
Real Madrid
- La Liga: 1997
- Supercopa de España: 1997
- Uefa Champions League: 1998

Bayern München
- Bundesliga: 2003, 2005, 2006, 2008
- DFB-Pokal: 2003, 2005, 2006, 2008
- Tyska ligacupen: 2004, 2007

Santos
- Campeonato Paulista: 2007

### Brasiliens herrlandslag
- Copa América 1999, 2005
- Confederations Cup 1997, 1999